# Prionomyrmex
Prionomyrmex es un género extinto de hormigas toro de la subfamilia Myrmeciinae de la familia Formicidae. Fue descrito por primera vez por Gustav Mayr en 1868, tras recolectar una obrera holotipo de P. longiceps en ámbar báltico. Actualmente se han descrito tres especies, caracterizadas por sus largas mandíbulas, cuerpos delgados y gran tamaño. Estas hormigas se conocen en el Eoceno y el Oligoceno tardío, y sólo se han encontrado especímenes fósiles en Europa. Se cree que estas hormigas preferían vivir en las selvas, y se supone que una de las especies era arborícola. Estas hormigas tenían un potente aguijón que utilizaban para someter a sus presas. En 2000, Cesare Baroni Urbani sugirió que la especie viva Nothomyrmecia macrops y una especie descrita por él pertenecían a Prionomyrmex, pero esta propuesta no ha sido aceptada por la comunidad entomológica. En su lugar, los científicos siguen clasificando los dos géneros como distintos entre sí, por lo que Nothomyrmecia es un género válido.

## Descubrimiento y clasificación
La obrera holotipo de P. longiceps fue recolectada por el entomólogo austriaco Gustav Mayr en 1868. El fósil, que se conservaba en ámbar báltico del Eoceno, fue descrito formalmente en el artículo Die Ameisen des baltischen Bernsteins de la revista de Mayr, designándolo como la especie tipo por monotipia (la condición de que un grupo taxonómico sólo tenga descrito un único taxón) para el recién establecido género Prionomyrmex. Originalmente, el género fue colocado en la subfamilia Ponerinae por Mayr, pero en 1877, el entomólogo italiano Carlo Emery clasificó el género en la subfamilia Myrmeciidae (ahora conocida como Myrmeciinae), el mismo año en que Emery estableció la subfamilia. En 1915, la tribu Prionomyrmecini fue erigida por el entomólogo estadounidense William Morton Wheeler, que había colocado en ella a Prionomyrmex. Ese mismo año, Wheeler volvió a colocar el género en Ponerinae sin justificar su decisión. El mirmecólogo británico Horace Donisthorpe también mantendría el género en Ponerinae sin explicación, pero William Brown Jr. lo devolvería a Myrmeciinae en 1954.
En 2000, Baroni Urbani describió una nueva especie fósil báltica, a la que denominó Prionomyrmex janzeni. Tras examinar especímenes de la nueva especie y de Nothomyrmecia macrops, Baroni Urbani afirmó que la especie recién descrita y Nothomyrmecia macrops pertenecen al mismo género (Prionomyrmex), por lo que sinonimizó Nothomyrmecia como género y trató a la tribu Prionomyrmecini como una subfamilia, conocida como Prionomyrmecinae.Antes de esto, John S. Clark, el autor original que describió Nothomyrmecia, observó que el género era similar en apariencia a Prionomyrmex; tanto las cabezas como las mandíbulas eran idénticas, pero los nodos eran diferentes. Como las mandíbulas de Prionomyrmex son similares a las de Nothomyrmecia, esto sugiere que son intermedias entre sí. Esta clasificación fue efímera, ya que en 2003 Dlussky y Perfilieva separaron Nothomyrmecia de Prionomyrmex y la trataron como un género válido, basándose en la fusión de un segmento abdominal, Otros estudios publicados ese mismo año llegaron a las mismas conclusiones que Dlussky y Perfilieva, y la subfamilia Prionomyrmecinae se trataría más tarde como una tribu de Myrmeciinae. Sin embargo, Baroni Urbani volvería a tratar la tribu como una subfamilia en sus publicaciones de 2005 y 2008, lo que sugiere evidencia adicional a favor de su interpretación anterior en contraposición a la de los argumentos de Ward y Brady. En 2012, P. wappleri fue descrita por Gennady M. Dlussky, basándose en una obrera fosilizada del Oligoceno tardío, etapa Aquitaniense. Este informe posterior que describía nuevos mirmecinos fósiles aceptó la clasificación de Archibald et al. y Ward & Brady sin comentar las opiniones de Baroni Urbani.
El nombre genérico es una combinación de dos palabras; priono deriva de la palabra griega priōn, que significa «una sierra», y myrmex, otra palabra griega, significa "hormiga".

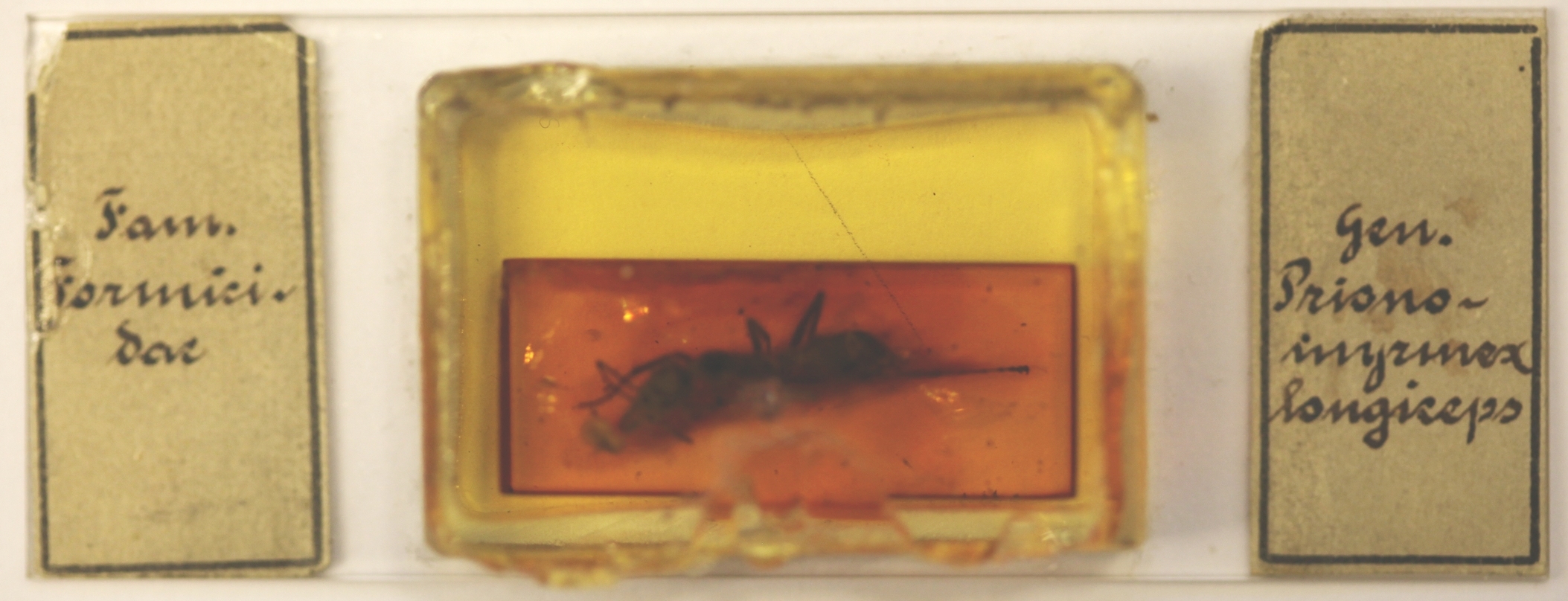
P. longiceps etiqueta casent

El siguiente cladograma generado por Archibald y colegas muestra la posible posición filogenética de Prionomyrmex entre algunas hormigas de la subfamilia Myrmeciinae; nótese que P. wappleri está ausente, ya que el cladograma generado a continuación fue creado en 2006 mientras que la especie en sí fue descrita en 2012.
|  | Prionomyrmex janzeni   |
|  |                        |
|  | Prionomyrmex longiceps |
|  |                        |

|  | Macabeemyrma  |
|  |               |
|  | Avitomyrmex   |
|  |               |
|  | Ypresiomyrma  |
|  |               |
|  | Nothomyrmecia |
|  |               |

|  | Prionomyrmex janzeni   |
|  |                        |
|  | Prionomyrmex longiceps |
|  |                        |

|  | Macabeemyrma  |
|  |               |
|  | Avitomyrmex   |
|  |               |
|  | Ypresiomyrma  |
|  |               |
|  | Nothomyrmecia |
|  |               |

|  | Prionomyrmex janzeni   |
|  |                        |
|  | Prionomyrmex longiceps |
|  |                        |

|  | Macabeemyrma  |
|  |               |
|  | Avitomyrmex   |
|  |               |
|  | Ypresiomyrma  |
|  |               |
|  | Nothomyrmecia |
|  |               |

|  | Prionomyrmex janzeni   |
|  |                        |
|  | Prionomyrmex longiceps |
|  |                        |

|  | Macabeemyrma  |
|  |               |
|  | Avitomyrmex   |
|  |               |
|  | Ypresiomyrma  |
|  |               |
|  | Nothomyrmecia |
|  |               |

## Descripción
El género se caracteriza por obreras grandes y delgadas con mandíbulas alargadas, estrechas y de forma triangular. El mesosoma y los apéndices también son largos. Estas hormigas son similares en apariencia a Nothomyrmecia, pero pueden distinguirse por la forma de su nódulo.También tenían un potente aguijón situado en el abdomen.Dos de las tres especies son del Eoceno, mientras que la tercera especie es del Oligoceno tardío.

### P. janzeni

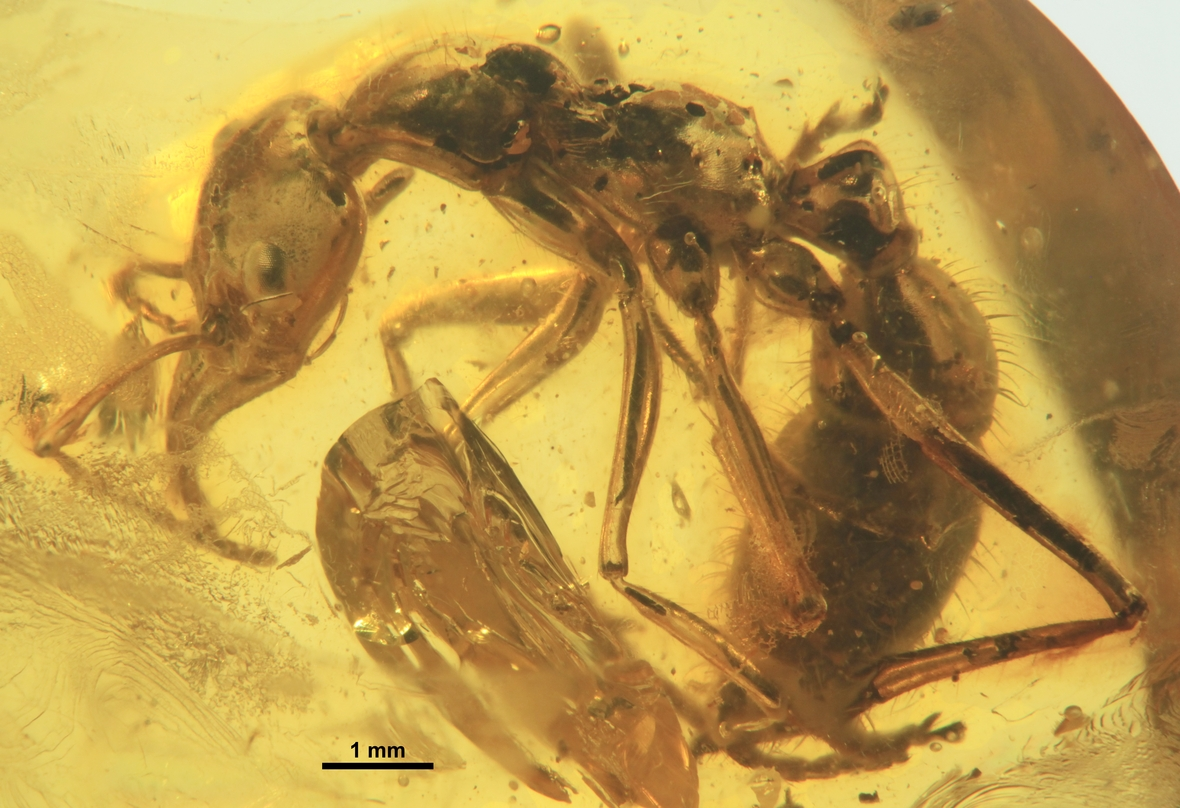
P. janzeni

P. janzeni fue descrita por Cesare Baroni Urbani, de la Universidad de Basilea (Suiza), en 2000, a partir de dos especímenes conservados en ámbar báltico de Kaliningrado (Rusia). La especie procede del Eoceno, estadio Luteciense a Priaboniano.Ambos especímenes se conservan muy bien, siendo el espécimen número dos más grande y visible. Se supone que el espécimen número uno es una obrera; el material tipo incluye una obrera holotipo y un ergatogénero paratipo, donados al Instituto y Museo Geológico-Paleontológico de la Universidad de Hamburgo por el paleoentomólogo Jens-Wilhelm Janzen. La hormiga fue bautizada con el nombre de Janzen por Baroni Urbani. La longitud estimada del cuerpo es de 13 milímetros (0,51 pulgadas) con una cabeza alargada, y presenta grandes ojos de forma ovalada. Las antenas son largas y constan de 12 segmentos con un escapo curvado. Las mandíbulas son muy largas y curvadas, siendo tres cuartas partes de la longitud del tamaño total de la cabeza. Tanto las patas como el mesosoma son largos y delgados; a diferencia de las hormigas modernas, P. janzeni tiene dos espolones en las tibias en lugar de uno. El peciolo es alto y de forma abovedada, mientras que el postpetiolo tiene forma de campana. El gáster es largo con lados redondeados, dividido en cinco segmentos. Todo el cuerpo y algunas partes de las patas están cubiertos de pelos débilmente curvados, erectos y suberectos. El espécimen holotipo es de color marrón, mientras que el paratipo es negro. Aunque P. janzeni tiene un aspecto similar a P. longiceps, la pubescencia en los escapos de P. janzeni está ausente.

### P. longiceps

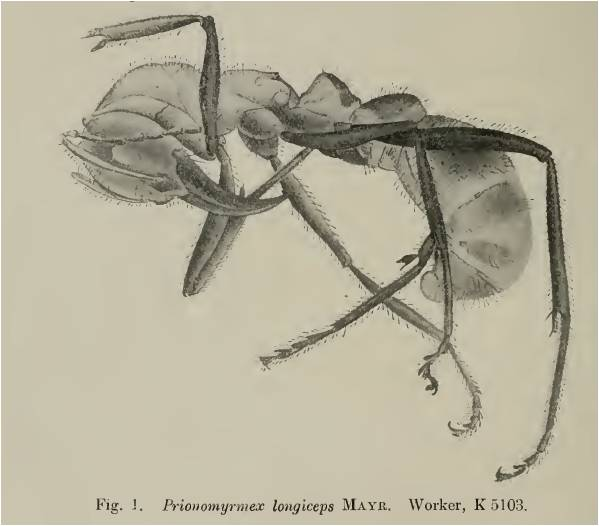
P. longiceps ilustrado por Wheeler, 1915

P. longiceps fue descrita por Gustav Mayr en 1868, basándose en una obrera holotipo recogida en ámbar báltico del Eoceno. Sin embargo, el espécimen original recogido por Mayr se ha perdido. La longitud estimada del cuerpo de P. longiceps es de 12 a 14 milímetros, con un peciolo grueso y grandes dientes propodeales. A diferencia de P. janzeni, P. longiceps tiene pelos erectos y suberectos en el escapo. Las mandíbulas son muy largas y curvadas, y la cabeza es más larga que su anchura total (de 2,2 a 2,64 milímetros de largo y de 1,68 a 2,08 milímetros de ancho).  Las patas son muy largas con fuertes garras y un aguijón está presente en el abdomen. Wheeler (1915) describió un macho de P. longiceps, comentando que la cabeza es corta pero ancha con ojos muy grandes mientras que las mandíbulas son pequeñas y están muy separadas. El cuerpo es de color marrón oscuro o negruzco y las alas son algo amarillentas.

### P. wappleri

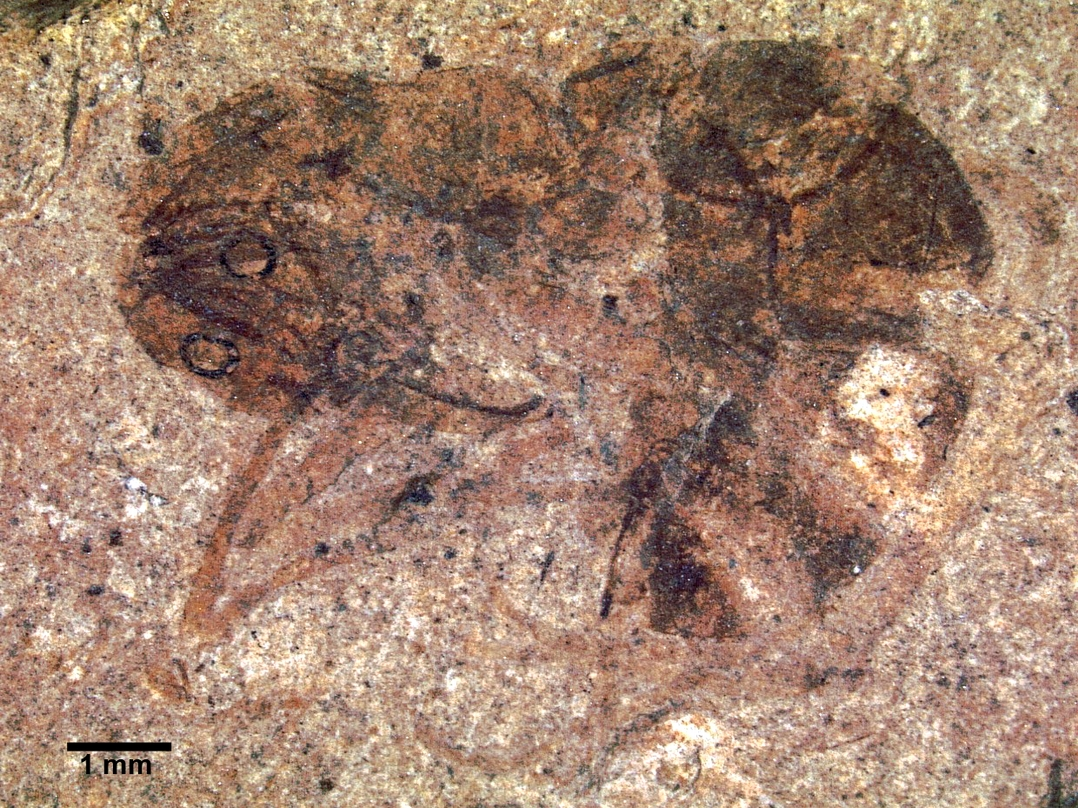
P. wappleri obrera

P. wappleri fue descrito en 2012 por el paleoentomólogo ruso Gennady M. Dlussky, de la Universidad Estatal de Moscú, a partir de un holotipo fosilizado de una obrera hallada en Alemania de la etapa aquitana hace entre 29 y 30 millones de años. El espécimen se conserva actualmente en el Institut für Paläontologie de la Universidad de Bonn (Renania del Norte-Westfalia). Dlussky acuñó el epíteto específico wappleri a partir del apellido "Wappler", ya que bautizó a la hormiga con el nombre del paleoentomólogo alemán Torsten Wappler. La longitud estimada del cuerpo de P. wappleri es de 14 milímetros (0,55 pulgadas) de largo, y la cabeza es 1,35 veces más larga que la anchura total de la misma. Los ojos son pequeños y ovalados, situados en la parte superior de la cabeza, que es cuatro veces más larga que los ojos. Las mandíbulas tienen casi tres cuartas partes de la longitud de la cabeza; P. wappleri se diferencia de P. longiceps y P. janzeni en que el ápice del lóbulo clypeal es puntiagudo en lugar de redondo, y el primer segmento del flagelo sólo tiene la mitad de la longitud del segundo segmento. Antes del descubrimiento de P. wappleri, las hormigas Myrmeciinae extintas sólo se encontraban en yacimientos del Eoceno. Esto sugiere que la subfamilia todavía estaba presente en Europa durante el Oligoceno tardío.

## Ecología
Archibald y sus colegas sugirieron que los hábitos de vida de las hormigas Myrmeciinae extintas, incluida Prionomyrmex, podrían haber sido similares a los de las hormigas actuales de la subfamilia. Estas hormigas se alimentaban en el suelo y posiblemente en árboles y vegetación baja mientras se alimentaban de artrópodos. Es posible que estas hormigas recolectaran néctar de las plantas, ya que las especies de Myrmecia lo utilizan como fuente de alimento. Las obreras no habrían reclutado compañeras de nido para las fuentes de alimento ni habrían dejado rastros de feromonas, ya que estas hormigas eran cazadoras solitarias. Las obreras habrían confiado en su visión para cazar presas y ayudarse a navegar.
William Morton Wheeler comenta que la P. longiceps era posiblemente una especie de nido arbóreo. Esto significa que la hormiga no vivía en el suelo y anidaba en los árboles. Supuso esto debido a sus largas patas, fuertes garras y largas mandíbulas; también se supuso que Prionomyrmex era depredadora, dotada de un aguijón bien desarrollado y potente que muy probablemente utilizaba para matar a sus presas. Prionomyrmex puede haber preferido un hábitat selvático a bajas elevaciones, y su estructura corporal es incluso más primitiva que la de Myrmecia. Se sabe que las hembras de los estilópidos parasitaban a las hormigas de Prionomyrmex.